# Péter Apor
Péter Apor (n. 3 iunie 1676, Turia de Jos⁠(d), Covasna, România – d. 22 septembrie 1752, Turia de Jos⁠(d), Covasna, România) a fost un scriitor, poet și memorialist secui, baron de Turia. A fost nepotul scriitorului și binefăcătorului Ștefan Apor.

## Biografia
A studiat Cluj și Trnava. A fost comite suprem al comitatului Târnava Mică din 1699, jude regesc în scaunul Trei Scaune (1708).
În 1713 obține titlul de baron. Organizează rezistența în Secuime împotriva invaziei tătare din 1717.

## Opere literare
În 1734 termină principala sa lucrare Metamorphosis Transylvaniae, adică schimbarea Transilvaniei din vremurile vechi și simple dar bogate în stare de cerșit, pretențioasă și încrezută de acum), În care oferă o descriere amplă și critică despre dezvoltarea economică, socială și religioasă a Transilvaniei în perioada stabilirii și consolidării dominației habsburgice de la sfârșitul secolului al XVII-lea și din prima jumătate a veacului al XVIII-lea.
Lucrările lui Péter Apor au fost editate de Gabor Kazinczy, Operele baronului A.P. de Turia, vol. XI, din Monumenta Hungariae Historica. Scriptores, Pesta, 1863, iar scrierile lui istorice versificate de Szadeczky K L. În aceeasi colecție, vol. XXXVI-XXXVII, Budapesta, 1903.

## Legături externe
- „Lexiconul biografic maghiar”